# The Theory of the Leisure Class
The Theory of the Leisure Class: An Economic Study of Institutions (literalment en català «la teoria de la classe ociosa: estudi econòmic de les institucions») és un tractat d'economia escrit per Thorstein Veblen i publicat el 1899. És una crítica detallada social del consum conspicu, com a funció de la classe social i del consumisme, derivat de l'estratificació social de les persones i la divisió del treball, les quals són les institucions socials de l'època feudal (segle IX al segle XV) que han continuat a l'era moderna.
Els senyors burgesos, els homes de negocis que són amos dels mitjans de producció, han dedicat el seu temps a les pràctiques econòmicament improductives de consum conspicu i oci ostensible, que són activitats inútils que ni contribueixen a l'economia ni a la producció material de béns útils i serveis necessaris per al funcionament de la societat; mentre que és la classe mitjana i la classe treballadora els que estan empleats de manera útil en les ocupacions industrials i productives que donen suport al conjunt de la societat.
Dut a terme en el segle xix, les anàlisis socioeconòmiques de Veblen dels cicles econòmics i la consegüent política de preus de l'economia dels Estats Units, i de l'emergent divisió del treball per especialitat tecnocràtica — científic, enginyer, tecnòleg, etc. — han resultat acurades prediccions sociològiques de l'estructura econòmica d'una societat industrial.